# Sahitya Akademi
La Sahitya Akademi est une institution littéraire indienne. Fondée en 1954 par Nehru, sur le modèle de l'Académie française[Selon qui ?], la Sahitya Akademi a été créée pour soutenir les littératures en langues indiennes. Elle édite des livres, des dictionnaires, des grammaires, des traductions. Elle attribue des prix littéraires. Elle a été présidée par Gopi Chand Narang (en) de 2003 à 2007.

## Organisation et fonctions
Les décisions de la Sahitya Akademi sont prises par un conseil d’administration qui est nommé par le gouvernement indien. Bien que la Sahitya Akademi reçoive des aides financière et des subventions de la part du gouvernement indien, son fonctionnement échappe au contrôle du gouvernement. L’académie publie des livres sur la littérature dans toutes les langues parlées en Inde. Il existe des bureaux de la Sahitya Akademi dans toutes les provinces de l'Inde.

## Prix Sahitya Akademi
La Sahitya Akademi décerne chaque année des prix littéraires dans les différentes langues indiennes officiellement reconnues par l’académie. Parmi les récipiendaires, se trouvent de célèbres auteurs tels : Amrita Pritam (pendjabi), Kaifi Azmi (en) (ourdou), Pratibha Satpathy (en) (odia), Sunil Gangopadhyay (bengali), V. K. Gokak (en) (kannada), Kusumagraj (en), Stinivas Rath (sanskrit) et Jayanta Mahapatra (en) (anglais).

## Prix du jubilé d’or
À l’occasion de la célébration de son jubilé d’or en 2005-2007, la Sahitya Akademi a décerné des prix spéciaux à des œuvres exceptionnelles de littérature indienne en traduction :
- Rana Nayar (en) pour les poèmes pendjabi de Baba Farid
- Tapan Kumar Pradhan (en) pour son propre recueil des poèmes “Kalahandi en odia
- Paromita Das pour les poèmes assamais de Parvati Prasad Baruwa (en)

Les prix du jubilé d’or pour l’ensemble de l’œuvre et pour les jeunes poètes sont allés à Namdeo Dhasal (en), Ranjit Hoskote (en), Mandakranta Sen (en), Abdul Rasheed, Sithara S. (en) et Neelakshi Singh (en).